# 12130 Mousa
12130 Mousa eller 1999 RD146 är en asteroid i huvudbältet som upptäcktes den 9 september 1999 av LINEAR i Socorro County, New Mexico. Den är uppkallad efter Ahmed Shaker Mousa.
Asteroiden har en diameter på ungefär 3 kilometer.